# Royal Academy of Music

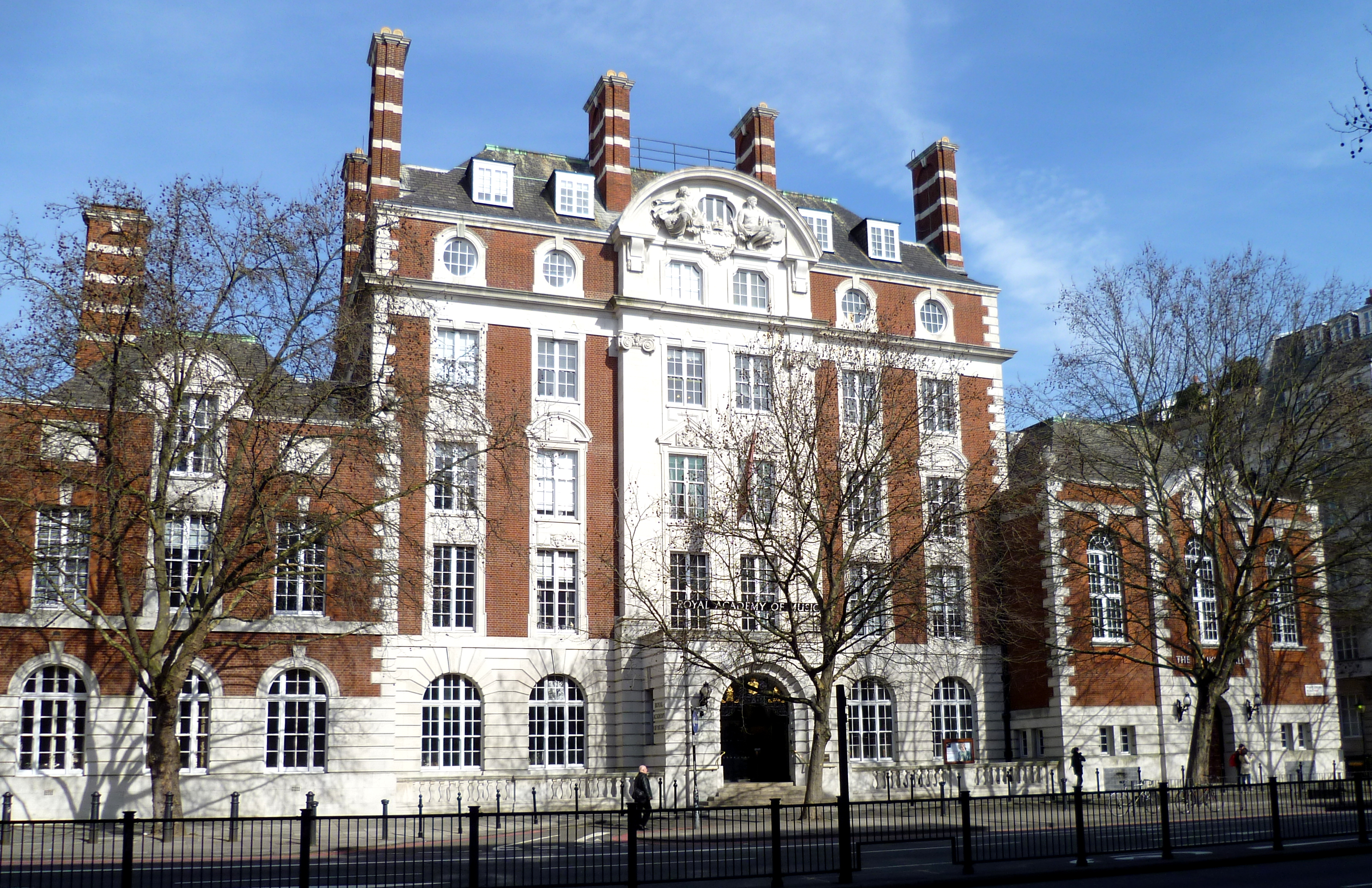
Das Gebäude der Royal Academy of Music

Die Royal Academy of Music ist eine Musikhochschule in London, England, und zugleich eine der führenden Musikinstitutionen weltweit.

## Geschichte
Die Gründung erfolgte 1822 von Lord Burghersh und dem Harfenisten Nicolas Bochsa. 1830 erhielt die Einrichtung einen offiziellen Rechtsstatus (Royal Charter) durch König Georg IV. „zur Förderung der Pflege der Musikwissenschaften und Gewährung aller Möglichkeiten, darin Vollkommenheit zu erlangen durch Unterstützung und gründliche Belehrung Aller, die den Wunsch haben, darin Wissen zu erwerben“ (“to promote the cultivation of the science of music and to afford facilities for attaining perfection in it by assisting with general instruction all persons desirous of acquiring knowledge thereof”). Seitdem haben zahlreiche prominente Musiker an der Academy studiert.
Der Komponist und Musikpädagoge Cipriani Potter war von 1832 bis 1859 Prinzipal der Royal Academy of Music und prägte diese.
Im Jahr 1911 erfolgte ein Umzug vom Gründungssitz am Hanover Square zu ihrem heutigen Ort in der Marylebone Road.

## Liste der Prinzipale
- Jonathan Freeman-Attwood (2008)
- Sir Curtis Price (1995)
- Lynn Harrell (1993)
- Sir David Lumsden (1982)
- Anthony Lewis (1968)
- Sir Thomas Armstrong (1955)
- R. S. Thatcher (1949)
- Sir Stanley Marchant (1936)
- Sir John Blackwood McEwen (1924)
- Sir Alexander Mackenzie (1888)
- Sir George Alexander Macfarren (1876)
- Sir William Sterndale Bennett (1866)
- Charles Lucas (1859)
- Cipriani Potter (1832)
- William Crotch (1822)

## Gegenwart

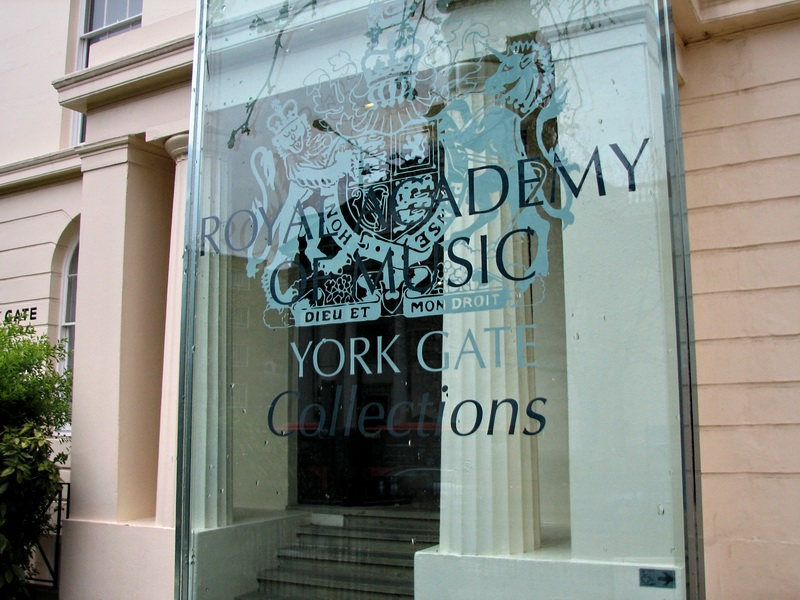
Die Royal Academy of Music

Die Gebäude befinden sich in Nachbarschaft zum Regent’s Park. Die Einrichtungen, die auch die Duke’s Hall mit 450 Sitzplätzen und ein modernes Theater umfassen, wurden 2001 erweitert durch die Eröffnung eines neuen Konzertsaals mit 150 Plätzen sowie die York Gate Collections, ein öffentliches Museum für Musikinstrumente und Einzelstücke aus den herausragenden Sammlungen der Academy. Die Royal Academy of Music besitzt eine hochwertige Sammlung von über 200 Saiteninstrumenten der Violinenfamilie. Diese wurden für Studenten und Neuzugänger erworben, werden durch die Geigenbauer der Academy instand gehalten und umfassen verschiedene Stradivaris, Amatis und Guarneris. Die Sammlung der Bibliothek zählt über 160.000 Stück, mit einem umfangreichen Bestand an Büchern und Musikausgaben einschließlich bedeutender Sammlungen von Erstausgaben und Manuskripten, sowie guter Ausstattung mit Anhörmöglichkeiten. Die Bibliothek beherbergt auch das Sir Arthur-Sullivan-Archiv und ein Sir Henry-Wood-Archiv. Zum wertvollsten Besitz der Bibliothek gehören die Handschriften von Henry Purcells The Fairy Queen, Arthur Sullivans Mikado, Ralph Vaughan Williams Fantasia on a Theme of Thomas Tallis und Serenade to Music sowie diejenige des neu entdeckten Gloria von Georg Friedrich Händel ("Dieses Stück verschafft Sängern und Spielern grenzenlose Freude" – Rodney Milnes in The Times, März 2001). Die Unterstützung durch den National Heritage Memorial Fund ermöglichte den Erwerb der Robert Spencer Collection – eine der herausragendsten Sammlungen früher englischer Gesangs- und Lautenmusik, wie auch einer schönen Sammlung von Lauten und Gitarren. Die York Gate Collections können nun viele Stücke daraus zeigen. Die Orchesterbibliothek besitzt über 4.500 Sätze von Orchesterstimmen und wird permanent durch Neuzugänge ergänzt. Wichtige Sammlungsbestände bilden die Bibliotheken von Sir Henry Wood und Otto Klemperer.
Die Studenten bilden eine dynamische Gemeinschaft, in der über 50 Länder vertreten sind, und belegen verschiedene Studienfächer von Darstellender Kunst, Komposition, Jazz oder Medien bis hin zu Musiktheater und Oper.
Jedes Jahr ehrt die Academy das Werk eines zeitgenössischen Komponisten mit einem Festival in Anwesenheit des Komponisten. Bisherige Academy-Festivals galten: Witold Lutosławski, Michael Tippett, Krzysztof Penderecki, Olivier Messiaen, Hans Werner Henze, Luciano Berio, Elliott Carter (Academy-Absolvent), Alfred Schnittke, Arvo Pärt, György Ligeti, dem englischen und amerikanischen Film, Franco Donatoni, russischen Komponisten einschließlich Galina Ustwolskaja, György Kurtág und Mauricio Kagel.
Die Academy arbeitet weltweit mit anderen Konservatorien zusammen und nimmt auch am SOCRATES-Austauschprogramm für Studenten und Lehrkräfte teil. 1991 war die Academy die erste englische Musikhochschule, die einen voll anerkannten Abschluss für Darstellende Künste einführte. 1999 wurde die Academy Vollmitglied der größten britischen Universität, der University of London.

### Bachpreis
2006 stiftete die Royal Academy einen internationalen Bachpreis, den sie als erstem Preisträger Christoph Wolff verlieh. Die hohe Ehrung ist mit 10.000 Pfund dotiert, die die Londoner Kohn-Stiftung zur Verfügung stellt. Die Preisträger sind in chronologischer Reihenfolge:
- Christoph Wolff (* 1940), Musikwissenschaftler (2006)
- András Schiff (* 1953), Pianist und Dirigent (2007)
- Sir John Eliot Gardiner (* 1943), Dirigent und Chorleiter (2008)
- Peter Schreier (1935–2019), Sänger und Dirigent (2009)
- John Butt, Dirigent und Organist (2010)
- der Thomanerchor Leipzig (2011)
- Masaaki Suzuki (* 1954), Dirigent (2012)
- Murray Perahia (* 1947), Pianist (2013)
- Ton Koopman (* 1944), Dirigent, Organist und Cembalist (2014)[8]
- Rachel Podger (* 1968), Violinistin (2015)
- Philippe Herreweghe (* 1947), Dirigent (2016)

## Ehemalige Studenten (Auswahl)
- Gerd Achilles (* 1979), Musicaldarsteller
- Robert Ames (* 1985), Bratscher, Dirigent
- John Barbirolli (1899–1970), Dirigent
- Arnold Bax (1883–1953), Komponist
- Richard Rodney Bennett (1936–2012), Komponist
- Harrison Birtwistle (1934–2022), Komponist
- Bonaventura Bottone, Tenor
- Dennis Brain (1921–1957), Waldhorn
- Dudley Bright, Posaunist
- Cornelius Cardew (1936–1981), Komponist, Cellist
- Daniel Cohen (* 1984), Dirigent, Violinist
- Harriet Cohen (1895–1967), Pianistin
- Clifford Curzon (1907–1982), Pianist
- John Dankworth (1927–2010), Jazzkomponist
- Jonathan Darlington (* 1956), Dirigent
- Adolph Deutsch (1897–1980), Filmkomponist
- Christopher Elton, Pianist, Cellist und Musikpädagoge
- Galliard Wind Ensemble
- Rumon Gamba (* 1972), Dirigent
- Lesley Garrett (* 1955), Sopran
- Valentín Garvie (* 1973), Trompeter
- Evelyn Glennie (* 1965), Schlagwerkerin
- Stanley Hawley (1867–1916), Pianist, Komponist
- Myra Hess (1890–1965), Pianist
- Richard Hickox (1948–2008), Dirigent
- David Horler (* 1943), Posaunist
- Monica Huggett (* 1953), Violinistin, Dirigentin
- Nikki Iles (* 1963), Jazzpianist
- Joe Jackson (* 1954), Musiker
- Karl Jenkins (* 1944), Oboist, Komponist
- Katherine Jenkins (* 1980), „Crossover“-Mezzosopranistin
- Elton John (* 1947), Rockmusiker
- Graham Johnson (* 1950), Pianist
- Trevor Jones (* 1949), Filmkomponist
- Sarah Kaiser (* 1974), Jazz- und Soulsängerin
- Miloš Karadaglić (* 1983), Gitarrist
- Freddy Kempff, Pianist
- Gordon Langford (1930–2017), Arrangeur und Komponist
- Philip Langridge (1939–2010), Tenor
- Felicity Lott (* 1947), Sopranistin
- Joanna MacGregor (* 1959), Pianistin
- Hugh Marchant
- William Mathias (1934–1992), Komponist
- Michael Nyman (* 1944), Komponist
- Denise Orme
- Paul Patterson (* 1947), Komponist
- Kristjan Randalu (* 1978), Jazzpianist
- Devika Rani (1908–1994), Filmschauspielerin und -produzentin
- Simon Rattle (* 1955), Dirigent
- David Rendall (1948–2025), Tenor
- Augusta Read Thomas (* 1964), Komponistin
- Renee Rosnes (* 1962), Jazzpianistin
- Vincent Schirrmacher (* 1978), Opernsänger
- Jonas Stark (* 1998), Pianist
- Stan Sulzman, Saxophonist
- Clive Strutt (* 1942), Komponist
- Arthur Sullivan (1842–1900), Komponist und Dirigent
- John Tavener (1944–2013), Komponist
- Eva Turner
- Isobel Waller-Bridge (* 1984), Film- und Bühnenkomponistin
- Christopher Warren-Green, Dirigent
- Maxim Wengerow (* 1974), Violinist
- Henry Wood (1869–1944), Dirigent
- Sami Yusuf (* 1980), Sänger

## Weitere Musiker mit Bezug zur Academy (Auswahl)
- Hans Abrahamsen (* 1952), Oliver Knussen Chair of Composition ab 2019
- Thomas Adès (* 1971), Gastprofessur Komposition
- John Barbirolli (1899–1970)
- Joshua Bell (* 1967), Gastprofessur Violine
- Richard Rodney Bennett (1936–2012), Gastprofessur Komposition
- Boris Beresowski (* 1969)
- Harrison Birtwistle (1934–2022), Gastprofessur Komposition
- Nicolas Bochsa (1789–1856), Harfe
- Barbara Bonney (* 1956), Gastprofessur Oper
- Nadia Boulanger (1887–1979)
- Pablo Casals (1876–1973)
- William Crotch (1775–1847), erster Rektor der Royal Academy of Music
- Edward Dannreuther (1844–1905), Professor für Klavier ab 1895
- Colin Davis (1927–2013), Internationaler Lehrstuhl Orchesterstudien
- Christopher Elton
- Mei-Yee Foo
- Reinhold Friedrich (* 1958), Trompeter
- Otto Goldschmidt (1829–1907), Klavier
- Skaila Kanga, Harfe
- Lutz Köhler (* 1945), erster Gastdirigent
- Franz Liszt (1811–1886)
- Alexander Mackenzie (1847–1935), von 1888 bis 1924 Direktor der Royal Academy of Music
- Charles Mackerras (1925–2010)
- Felix Mendelssohn Bartholdy (1809–1847)
- Yehudi Menuhin (1916–1999)
- Ann Murray (* 1949), Professur für Gesang
- Anne-Sophie Mutter (* 1963), Ehrenmitglied
- Roger Norrington (1934–2025)
- Paul Patterson (* 1947), Manson Lehrstuhl für Komposition
- György Pauk (1936–2024), Ede Zathureczsky Professur für Violine
- Murray Perahia (* 1947)
- Gervase de Peyer (1926–2017), Klarinette
- Alfredo Piatti (1822–1901), Cello
- András Schiff (* 1953), Pianist, Dirigent
- Paul Silverthorne, Viola
- Hartmut Rohde (* 1966), Gastprofessor HON RAM Viola/Chamber music
- Simon Standage (* 1941), Professor für Barockvioline
- Barry Tuckwell (1931–2020), Professor für Waldhorn
- Maxim Wengerow (* 1974), Violine
- John Williams (* 1941), Gastprofessur Gitarre
- Henry Wood (1869–1944)
- Klavierduo Stenzl, Associates